# ジャック・バルレリエ

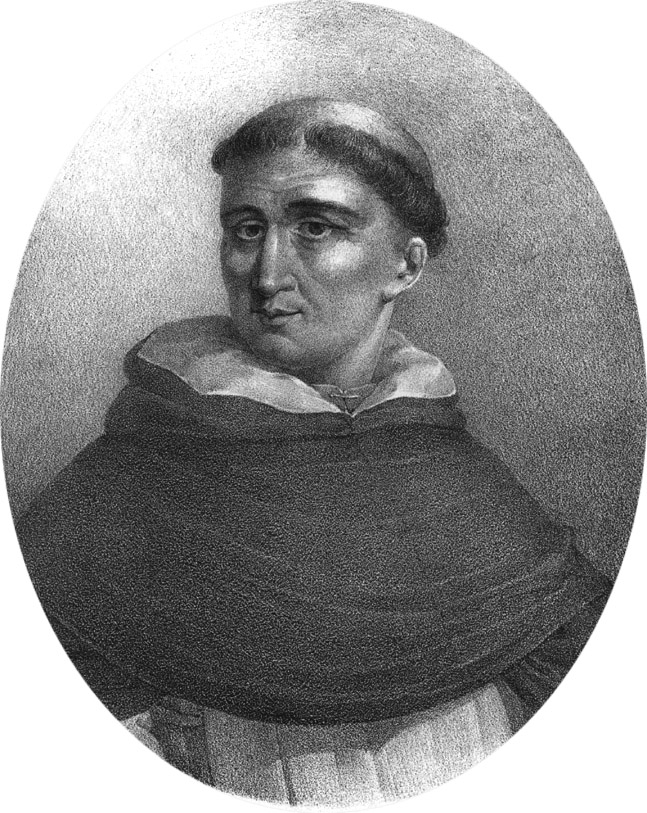
ジャック・バルレリエ

ジャック・バルレリエ（Jacques Barrelier、1606年 - 1673年9月17日）は、ドミニコ会士、フランスの植物学者である。
パリで生まれた。1634年に医師の資格を取った後、聖職者に任じられた。余暇に植物学の研究を行い、プロヴァンス、ラングドック、スペイン、イタリアを訪れた。23年間ローマに滞在し、ローマに植物園を作った。ローマで『世界の庭園』（"Hortus Mundi" または "Orbis Botanicus"）の執筆を行い、出版のために多数の銅版図を製作した。この本はバルレリエがパリに戻り病没することにより完成することはなかった。火事で原稿は失われ、銅版だけが残り、30年後、アントワーヌ・ド・ジュシューによって、『フランス、スペイン、イタリアの植物図』（Icones Plantarum per Galliam, Hispaniam et Italiam observatæ）として出版された。324のフランス、スペインの植物図と1932のイタリアの植物図にはそれまで知られていない数百種の植物が含まれていた。シャルル・プリュミエによってキツネノマゴ科のバルレリア属（Barleria）に献名された他、多くの植物の学名にバルレリエの名（barrelieri）に献名されている。

## 著書
- Plantae per Galliam, Hispaniam et aliam observatae (Paris, 1714)アントワーヌ・ド・ジュシュー編集